# Hidaci
Hidaci o Idaci (en llatí Hidacius o Hidatius o Idacius, Idatius o Ithacius i altres variants) va ser un historiador hispanoromà que va florir la segona meitat del segle v originari de Galícia.
Va ser l'autor d'un cronicó (en llatí Chronicum) amb la successió d'emperadors a partir del 379, continuant el Chronicon o Temporum liber de Jeroni d'Estridó. Hidaci el fa arribar fins al 469, amb noms, dades i alguns fets destacats especialment a Hispània. A partir del 427 Hidaci aporta el seu testimoni personal, sobre la veracitat dels fets que descriu. La seva obra, tot i alguns petits errors, sembla haver estat feta amb cura.
Va néixer a Civitas Limicorum (Xinzo de Limia) abans del 395. Sobre l'any 410 va entrar a la carrera eclesiàstica després d'una visita a Betlem. Se sap que el 427 va presidir l'ambaixada enviada pels gallecs al Magister Militum Aeci per demanar la seva ajuda contra els sueus, cosa que va comportar que els sueus el perseguissin. L'any 464 era bisbe d'Aquae Flaviae (Chaves).
Es va trobar tanmateix una relació de cònsols romans des de la creació del càrrec fins al 468 amb alguns fets destacats dels cònsols dels segles IV i v, que per la similitud d'estil alguns autors l'atribueixen també a Hidaci i els anomenen Fasti Consulares, Descriptio Consulum, o Fasti Idatiani, però no hi ha unanimitat.
Hidaci va morir a A Limia aproximadament l'any 470.